# Манявский скит
Маня́вский скит — православный монастырь в селе Манява (теперь Ивано-Франковская область), основанный в 1611 году Иовом Княгиницким и действовавший до 1785 года, а также действующий православный Кресто-Воздвиженский мужской монастырь, открытый на том же месте в 1990-х УПЦ (КП).

## История
Основателем и первым игуменом настоятелем монастыря был Иов (Иван) Княгиницкий (1550—1621), родом из г. Тысменица — один из плеяды выдающихся представителей церкви, которые активно занимались богослужебной и культурно-просветительской деятельностью. Вместе с Иоанном Вишенским, Захарием Копыстенским в 1606 году им была создана монашеская община.
В 1621 году Манявский скит был обнесён каменной стеной с тремя оборонительными башнями, за которыми укрывались жители окружающих сел во время нападений турок и крымских татар. Манявский скит был одним из центров православия в Галиции. Имел большую библиотеку, славился главным иконостасом, выполненным живописцем Ю.Кондзелевским. Позднее иконостас находился в церкви села Богородчаны, с 1923 года хранится в Национальном музее во Львове.
В 1785 году Манявский скит, последняя православная обитель в Галиции, был закрыт австрийским правительством. Из сооружений монастыря сохранились крепостные стены и руины монастыря. В 1980 году в Манявском ските был открыт историко-архитектурный музей.
В 1620, а позднее в 1748 году скит получил от константинопольского патриарха право ставропигии, что означало независимость от местных иерархов и прямое подчинение патриарху.
В 1628 году на Киевском соборе скит получил звание прота (председательствующего монастыря воеводств Русского, Белзкого и Каменец-Подольского. Скиту подчинялось тогда 556 других монастырей.
Кроме православных молдавских и московских покровителей, благодетелями и причетниками, а то и монахами скита были Касиян Сакович, Кирилл Ставровецкий, Лев Шептицкий, Иосиф Шумлянский, Иов Почаевский, Василий Туркул, Старицкий, Кость Левицкий и другие.
В советское время монастырь имел статус памятника архитектуры Украинской ССР (№239) и охранялся по закону.

## Архитектура
Архитектурный монастырский комплекс зданий представляет ансамбль каменных и деревянных сооружений, огороженных высокой каменной стеной с башнями и бойницами — удачный синтез горного рельефа и фортификаций. Между склонами гор, покрытых вечнозелёной пихтой, с трёх сторон территория монастыря омывается речными водами. Когда-то это было место для молитвы, очищения, исповеди и причастия, а одновременно надёжное убежище во времена нападений крымских татар и турок. Монастырь имеет подземные сводчатые подвалы, с сокровенными выходами в горы и соединительными переходами между зданиями.

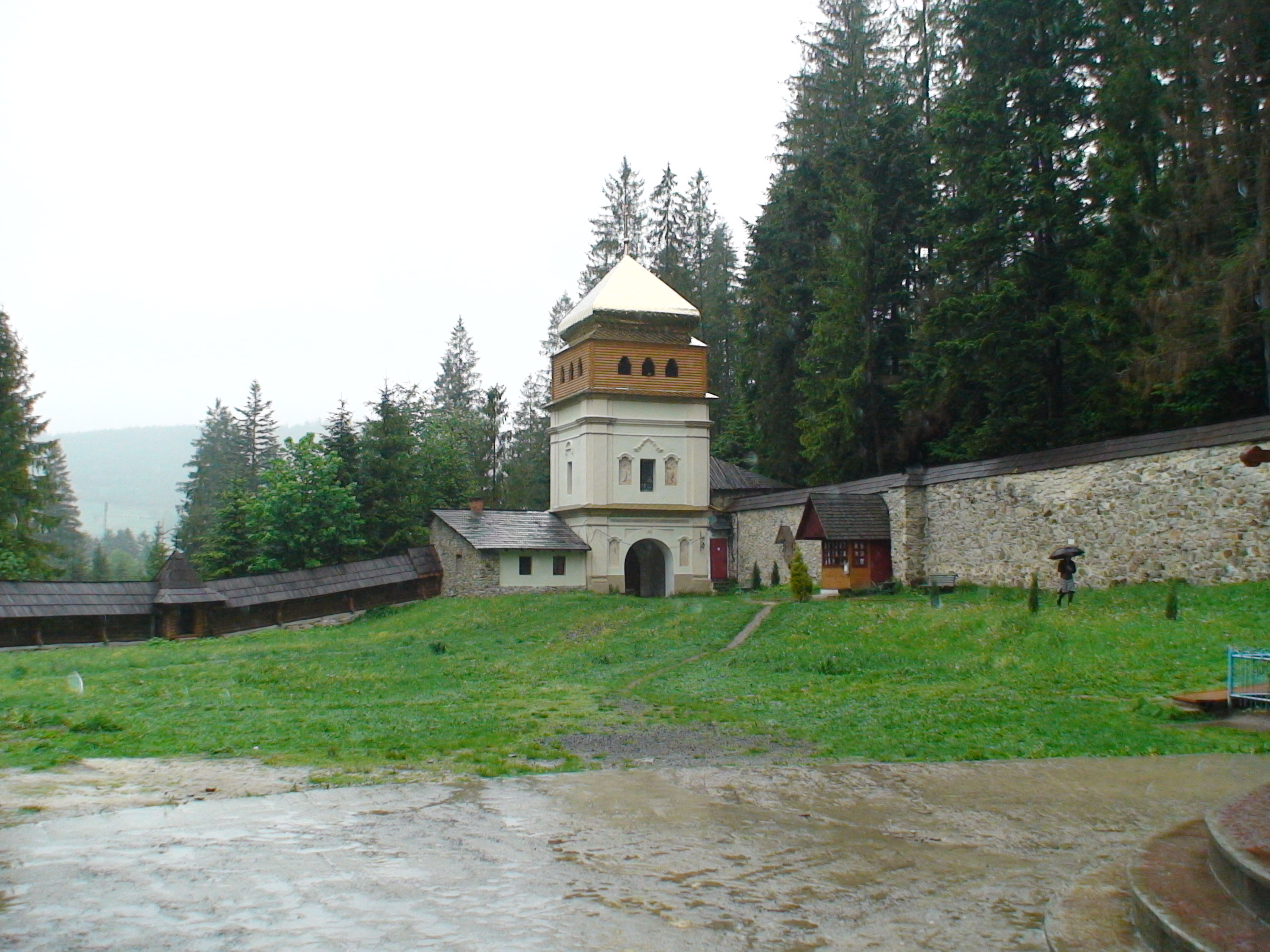
Вид на внутренний двор и въездную надвратную башню-колокольню (фото 2007 г.)
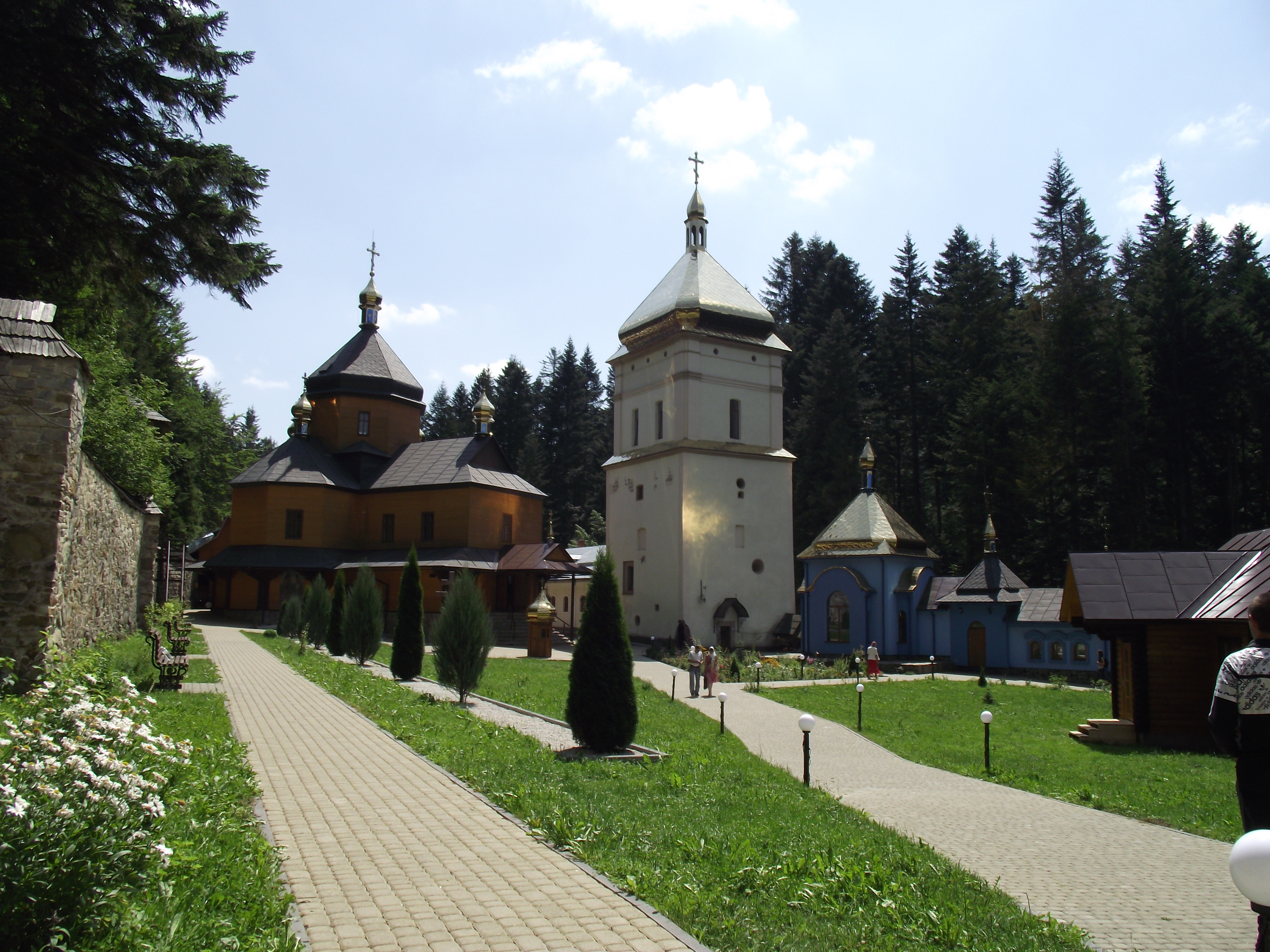
Общий вид скита. Слева - Кресто-Воздвиженская церковь построенная в 2001 году на остатках фундамента Воздвиженской церкви (1619 г.) Фото — 2012 года
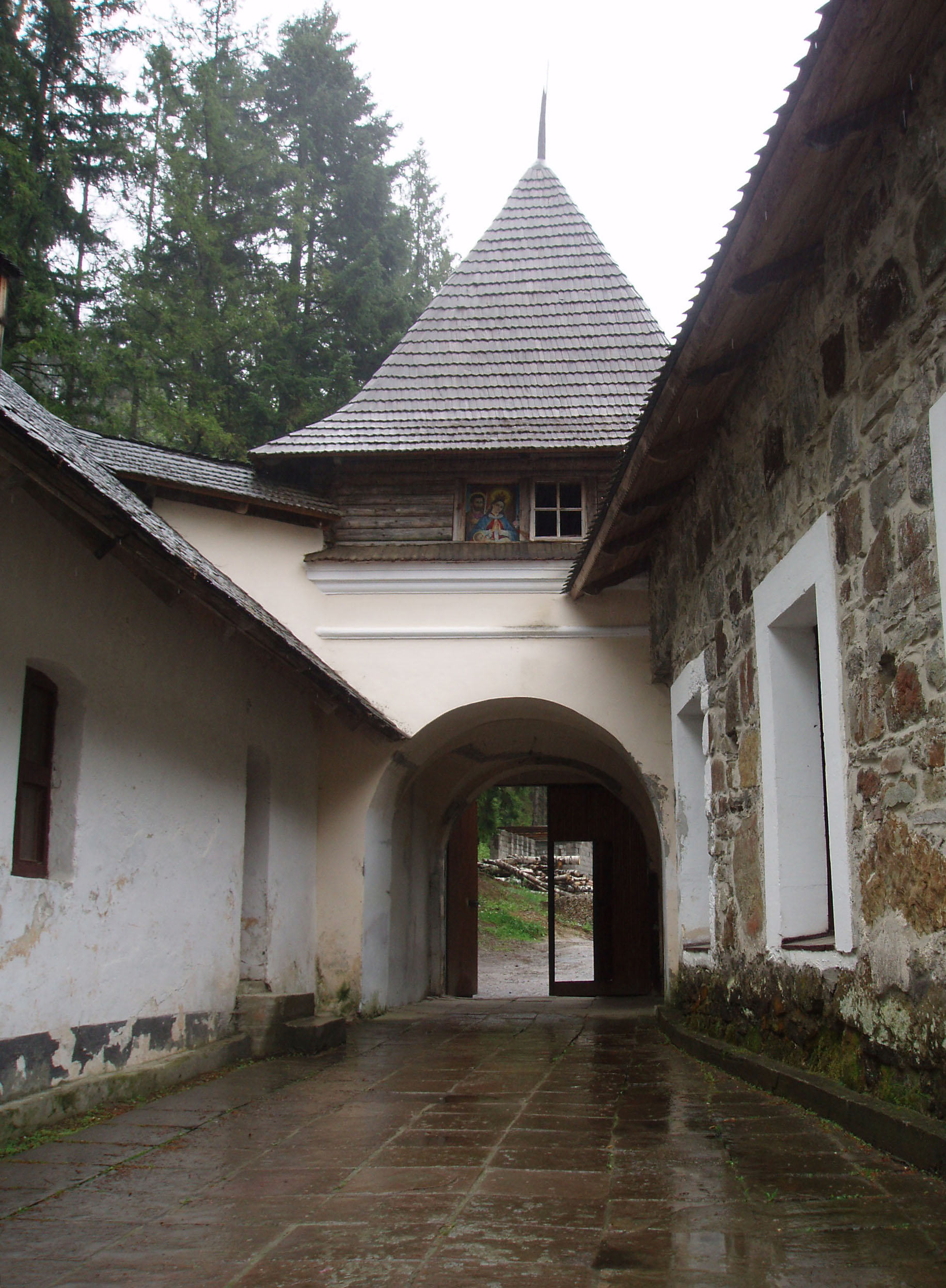
Надвратная башня юго-восточного входа в монастырь. Слева видны монашеские кельи, справа — трапезная. (фото 2007 г.)
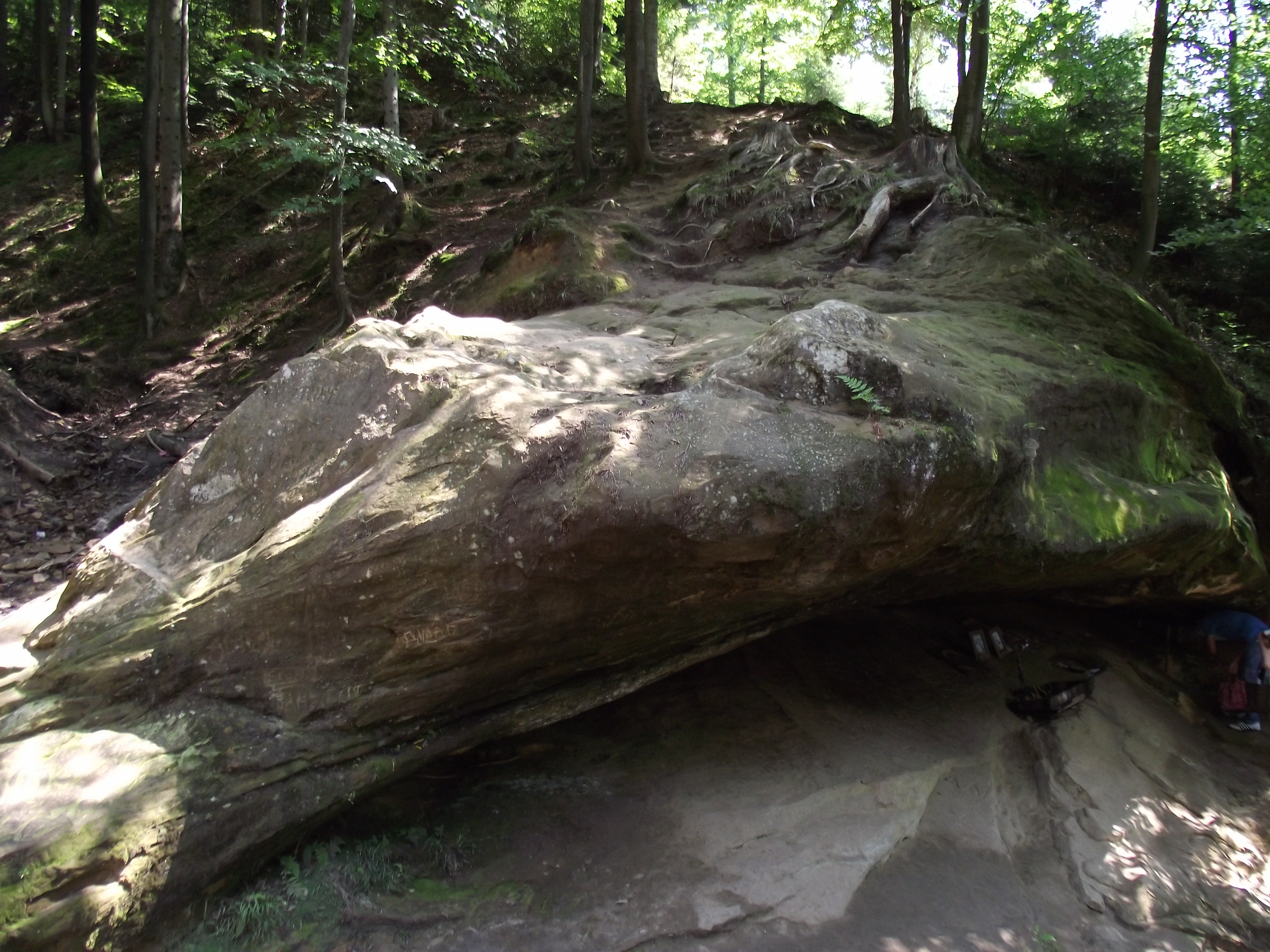
Блаженный камень

Блаженный камень. Информационная табличка
Информационная табличка Манявского скита
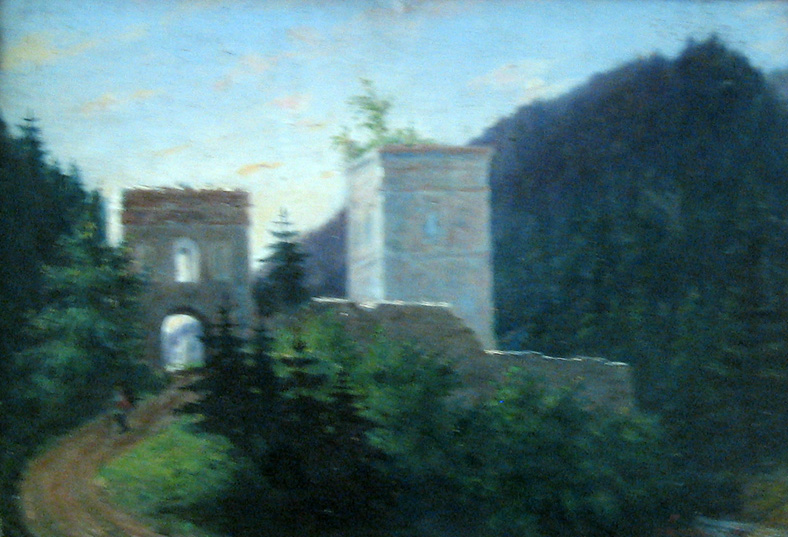
Манявский скит (картина Корнила Устияновича)

## Блаженный камень
Манявский Скит также известен «Блаженным камнем», который по мысли верующих, является местом молитвы и очищения от скверны, это первое жильё — скит, где поселились «первые апостолы карпатского Подгорья» (Иван Вагилевич). Блаженный камень находится почти на километровом расстоянии от моста на горе Манявке, рядом с монастырским озером. Камень напоминает исполинскую пещеру или нишу (углубление 10 на 3 м), типичное старинное жильё монахов, скит.

## Святые
- Преподобные Иов Княгиницкий († 29.12.1621), Феодосий, игум. Манявский († 24.09.1629), — прославлены 8 марта 1994 решением Священного Синода УПЦ, торжество прославления состоялось 14.03.1994. Местночтимые святые Ивано-Франковской епархии УПЦ[2].
- УПЦ КП на своём поместном соборе 15 июля 2004 г. также канонизировал преподобных Иова и Феодосия Манявских. День памяти 7 июля в день памяти Иоанна Предтечи[3].

## Похороненные на территории монастыря
По мнению части учёных, на территории скита был похоронен бывший гетман Иван Выговский, поскольку он просил об этом при жизни. В 1930-х годах делались попытки разыскать могилу гетмана, однако его останки не были выявлены.
В скиту осталась надгробная плита, под которой были захоронены первые два игумена: Иов Княгиницкий и Феодосий. Кроме того, ещё есть 6 старинных икон и 5 копий из Богородчанского иконостаса, есть хоругви, ризы, несколько крестов, образцов рельефной резьбы и изделий из металла культового назначения.

## Современное состояние
В настоящее время скит принадлежит единой поместной Православной церкви Украины, которую Украинская православная церковь Московского патриархата не признает канонической церковью. Является действующим монастырём с 12 монахами (по состоянию на январь 2019 года).